# Неоновые маньяки
Неоновые маньяки (англ. Neon Maniacs) — американский фильм ужасов 1986 года.

## Сюжет
В Сан-Франциско под мостом «Золотые ворота» живут необычные мутанты. На земле они появляются лишь по ночам, убивают людей и забирают их тела к себе. Однажды они убивают друзей очаровательной девушки Натали, которой удается сбежать. Она рассказывает, что видела необычных монстров, но ей никто не верит. Когда мутанты снова выходят, чтобы убить свидетеля, Натали приходится учиться, как постоять за себя.

## В ролях
| Актёр                   | Роль                 |
| ----------------------- | -------------------- |
| Клайд Хейес             | Стивен               |
| Лейлани Сэрель          | Натали               |
| Донна Лок               | Паула                |
| Виктор Брандт           | Девин                |
| Дэвид Мьюир             | Вайли                |
| Марта Кобер             | Лорейн               |
| П.Г. Пол                | Юджин                |
| Джефф Тайлер            | Уолли                |
| Эмбер Денис Остин       | Лиза                 |
| Джеймс Ачесон           | Рей                  |
| Чак Хемингуэй           | Гэри                 |
| Бо Сабато               | Манелло              |
| Джесси Лоуренс Фергюсон | Карсон               |
| Джон Лафайетт           | Томас                |
| Джин Бикнелл            | Коззи                |
| Кэтрин Герд             | Сью                  |
| Франк Балено            | Джо                  |
| Элизабет Лорен          | подруга, что ожидает |
| Триш Дулан              | Донна                |
| Эндрю Дивофф            | Док                  |